# Medetera acanthura
Medetera acanthura is een vliegensoort uit de familie van de slankpootvliegen (Dolichopodidae). De wetenschappelijke naam van de soort is voor het eerst geldig gepubliceerd in 1970 door Negrobov & Thuneberg.